# فهمي الجودر
فهمي علي الجودر 26 أبريل 1964

 مهندس وسياسي بحريني.

## السيرة الذاتية
ولد الجودر في 26 أبريل 1964. حصل على بكالوريوس الهندسة المدنية من جامعة البحرين عام 1986 ثم الماجستير في الإدارة الهندسية من جامعة جورج واشنطن في عام 1994 ثم حصل على شهادة دولية متقدمة في إدارة نظم المعلومات من معهد أبتك بالمنامة عام 1996.
تم تعيينه وزيرا للأشغال في أبريل 2001 ثم في نوفمبر 2002 تم تعيينه وزيرا للأشغال والإسكان حتى نوفمبر 2010 حيث تم تعيينه وزيرا لشئون الكهرباء والماء حتى 2011.